# Talus-Saint-Prix
Talus-Saint-Prix é uma comuna francesa na região administrativa do Grande Leste, no departamento de Marne. Estende-se por uma área de 6.2 km², e possui 107 habitantes, segundo o censo de 2018, com uma densidade de 17 hab/km².